# Österreichische Ski-Meisterschaften 1910
Die 4. Österreichische Ski-Meisterschaft, wurde im Rahmen des 4. Hauptverbandslaufes des Österreichischen Skiverbandes vom 5. bis 6. Februar 1910 in Spindelmühle im Kronland Böhmen ausgetragen.
Zum Österreichischen Ski-Meister für das Jahr 1910 krönte sich mit Siegen im Sprung- und Langlauf überlegen Franz Buchberger aus Keilbauden.

## Organisation
Für die Organisation und Ausrichtung unter dem Protektorat des Grafen Rudolf Czernin-Morzin zeigte sich der ÖSV gemeinsam mit dem Wintersport-Verein Spindelmühle verantwortlich.

## Wettbewerbe

### Sprunglauf Senioren 1. und 2. Klasse
| Platz | Land | Sportler         | Verein                       | Weite            | Note   |
| ----- | ---- | ---------------- | ---------------------------- | ---------------- | ------ |
| 1     | AUT  | Franz Buchberger | SSLV „Rübezahl“ Rennerbauden | 24,5 m / 2 gest. | 2,0920 |
| 2     | NOR  | Oskar Blich      | Leipziger Ski-Club           | ?                | ?      |
| 3     | AUT  | Rudolf Hollmann  | WSV Spindelmühle             | ?                | 2,5170 |

Datum: 5. Februar 1910

Der Sprunglauf fand auf der 1906 erbauten Klausengrundschanze statt

### Langlauf Senioren
| Platz | Land | Sportler         | Verein                       | Zeit  | Note   |
| ----- | ---- | ---------------- | ---------------------------- | ----- | ------ |
| 1     | AUT  | Franz Buchberger | SSLV „Rübezahl“ Rennerbauden | 29:16 | 1,0000 |
| 2     | AUT  | Josef Kraus      | WSV Spindelmühle             | 29:27 | ?      |
| 3     | AUT  | Ludwig Kraus     | WSV Spindelmühle             | 31:12 | ?      |
| ---   |      |                  |                              |       |        |
| ?     | AUT  | Rudolf Hollmann  | WSV Spindelmühle             | ?     | 2,7914 |
| ?     | AUT  | Emmerich Rath    | Prag                         | ?     | ?      |

Datum: 6. Februar 1910

12 Teilnehmer 

Der Meisterschaftslauf führte über 10 km von der Wiesenbaude nach Spindelmühle.

### Zusammengesetzter Lauf
Endstand um die Österreichische Ski-Meisterschaft pro 1910.
| Platz | Land | Sportler         | Verein                     | Note   |
| ----- | ---- | ---------------- | -------------------------- | ------ |
| 1     | AUT  | Franz Buchberger | SSLV Rübezahl Rennerbauden | 7,5460 |
| 2     | AUT  | Rudolf Hollmann  | WSV Spindelmühle           | 2,6543 |
| 3     | ?    | ?                | ?                          | ?      |

Datum: 5. und 6. Februar 1910